# Нечитайло Святослав Ігорович
Нечитайло Святослав Ігорович (29 травня 1974, Горлівка, Донецька область, Українська РСР, СРСР) — український бізнесмен, засновник та власник алкогольного холдингу «Баядера Груп». Входить до рейтингу найбагатших українців за версією часопису «Новоє врємя».

## Життєпис
1996 — закінчив навчання на факультеті обліку й фінансів Донецького національного університету. Має диплом за спеціальністю бухгалтерський облік, контроль і аналіз господарської діяльності.
1991 — заснував компанію «Баядера» в Горлівці Донецької області.
2015 — активи компанії об'єднано в холдинг «Баядера Груп». Компанія — одна з найбільших у країні, має власне виробництво алкогольної продукції, експортує її до 45 країн, дистрибує в Україні власні бренди, імпортує продукцію іноземних виробників: Diageo, LVMH та Remi Martin.
2003 — засновано мережу продуктових супермаркетів «ЕКО-маркет». 2017 року вона нараховувала 114 магазинів.

## Статки
Станом на 2021 рік займає 53 місце в топ-100 найбагатших українців. Його статки оцінили в 195 млн дол. Головні активи — Баядера і ЕКО-маркет.

## Сім'я
Одружений, виховує двох дочок та двох синів.
Тітка — Бондарєва Наталія Володимирівна — партнер по Баядері, теж входить в топ-100 найбагатших українців.